# Bar Harbor

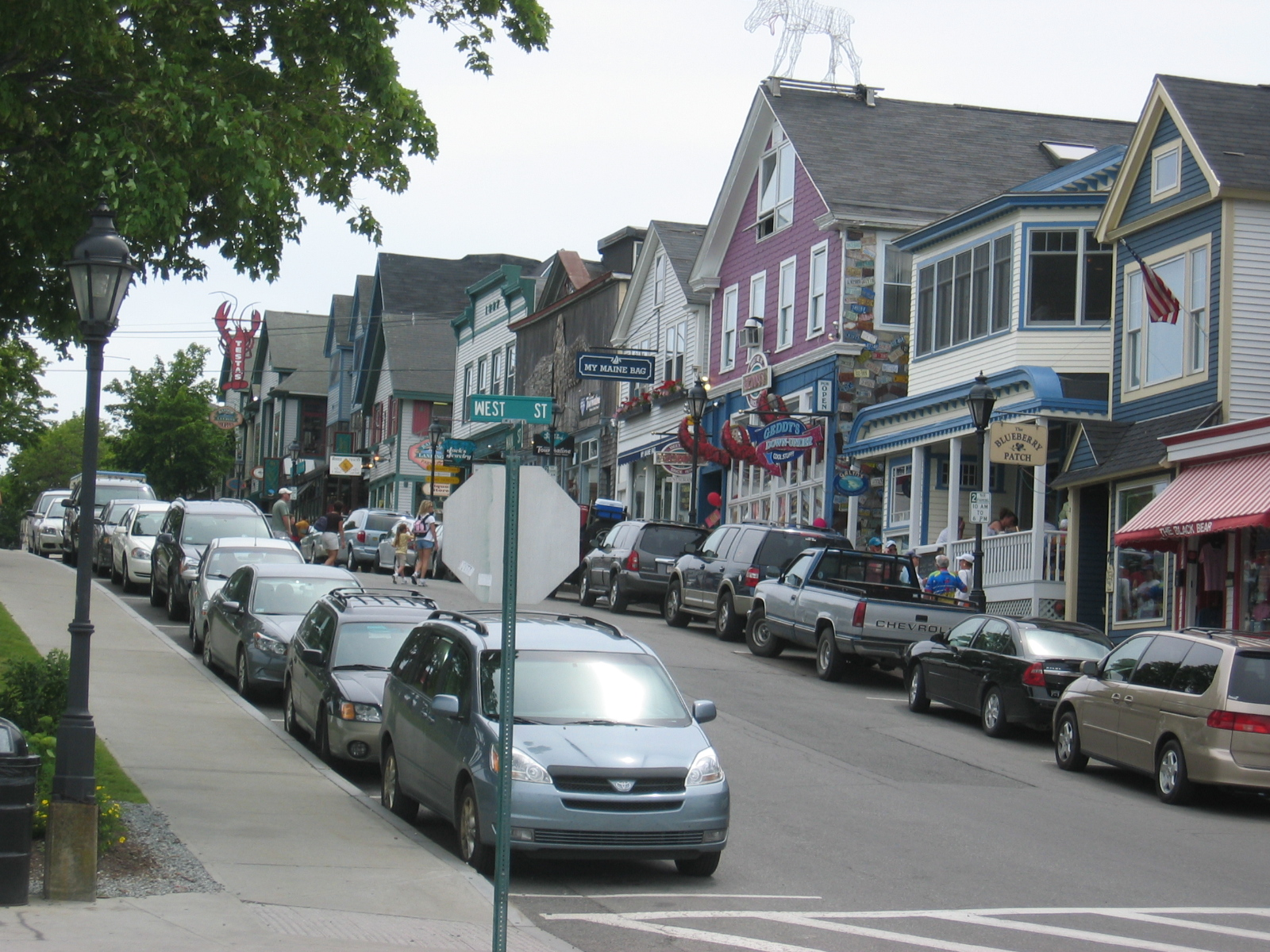
Rua principal na West Street, Bar Harbor, Maine.

Bar Harbor é uma cidade em Mount Desert Island no Condado de Hancock, Maine, Estados Unidos.
Segundo o Censo de 2010,  asua população é de 5.235. 
Bar Harbor é um destino turístico popular na região de Down East of Maine e abriga o College of the Atlantic, o Jackson Laboratory e o MDI Biological Laboratory (vila de Salisbury Cove). 
Antes de um incêndio catastrófico de 1947, a cidade era uma conhecida colônia de verão para os ricos. 
Bar Harbor abriga as maiores partes do Acadia National Park, incluindo a Cadillac Mountain, o ponto mais alto a 40 km da costa leste dos Estados Unidos. 
A cidade é servida pelo Aeroporto de Hancock County-Bar Harbor, que tem voos para Boston, Massachusetts, bem como voos sazonais para Newark, New Jersey e Portland, Maine.